# Казоліт

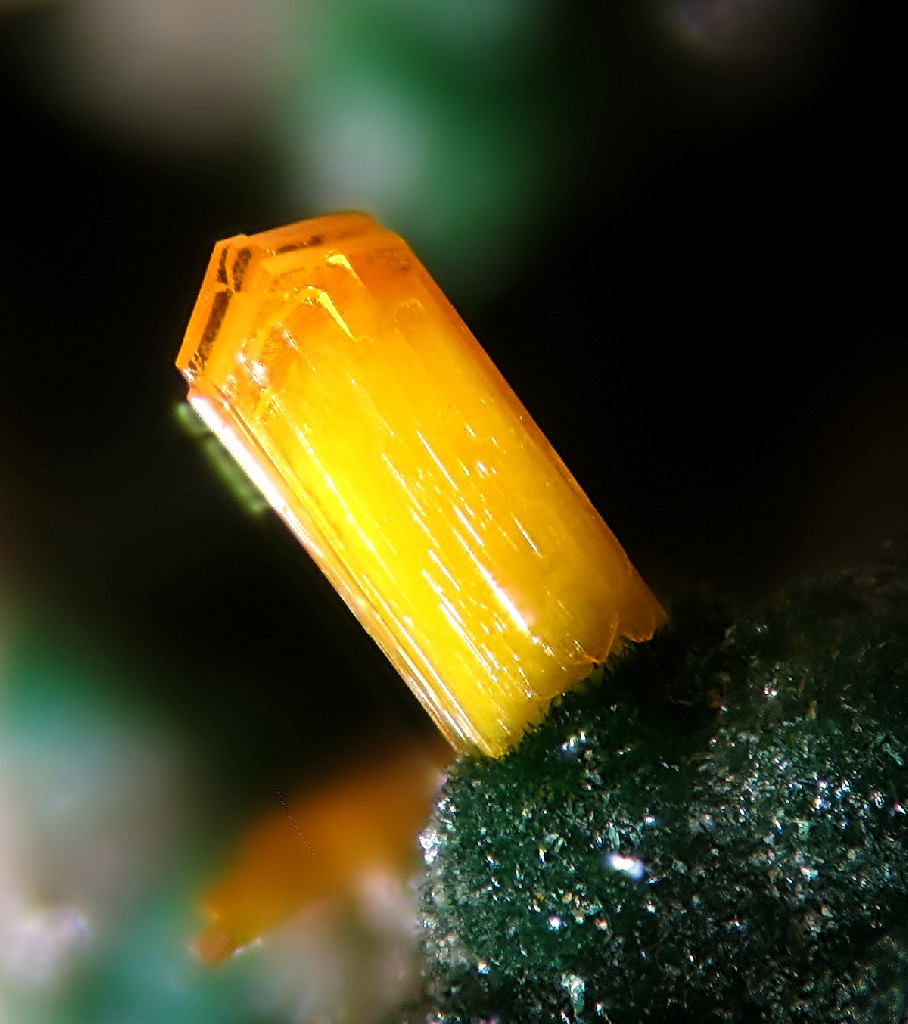
Казоліт

Казоліт (рос. казолит; англ. kasolite; нім. Kasolit m) — мінерал, водний уранілсилікат свинцю острівної будови.

## Загальний опис
Хімічна формула: Pb(UO2)SiO4•H2O. Містить (%): PbO — 38 %; UO3 — 48,7; SiO2 — 10,23; H2O — 3,07.
Вперше знайдений в Казоло (Заїр). Сингонія моноклінна. Дрібні призматичні кристали. Твердість 4,0-5,5. Густина 6,0-6,46. Блиск смолянистий до масного. Колір жовтий до коричневого. Риса жовта. Продукт окиснення уранініту.
Зустрічається в урановому родовищі Шінколобве (Катанга, Заїр) разом з кюритом, уранінітом та іншими мінералами урану.